# Santa Bárbara (Minas Gerais)
Santa Bárbara est une municipalité brésilienne de l'État du Minas Gerais et la Microrégion d'Ipatinga.